# Asplanchnopus multiceps
Asplanchnopus multiceps is een raderdiertjessoort uit de familie Asplanchnidae. De wetenschappelijke naam van deze soort is voor het eerst geldig gepubliceerd in 1793 door Schrank.